# Srbsko (okres Beroun)
Srbsko je obec, která se nachází v okrese Beroun ve Středočeském kraji. Její katastrální území se nazývá Srbsko u Karlštejna. Obec se nalézá po obou stranách Berounky (jádro obce je na levém břehu, železniční zastávka na pravém) v Chráněné krajinné oblasti Český kras, podle toku řeky asi čtyři kilometry za Berounem a čtyři kilometry před Karlštejnem. Žije zde 565 obyvatel.

## Historie
Název obce je vysvětlován tím, že v ní žili lužičtí Srbové, Jedním z vysvětlení je, že se ve zdejším údolí usídlila družina kněžny Ludmily, která podle části legend přišla do Čech z (Lužického) Srbska a pak byla v rámci mocenských sporů se svou snachou Drahomírou odsunuta na nedaleký Tetín a poté zavražděna. Tradičně se pro obec užívá adjektivní tvar srbecký, nikoliv srbský (např. Srbecká lávka, srbecké pivo Srbecký lok, časopis Srbecký občasník, skála Srbecký mlok, srbecký rodák, srbecký masopust, srbecká drakiáda, srbecké slavnosti, srbecký lom, srbecká lípa, srbecká škola a školka, srbecké insignie), a obyvatelské jméno Srbečák. První písemná zmínka o vsi Srbsku pochází z roku 1428, kdy je v účtech hradu Karlštejna zmíněno, že Martin rybář ze Srbska koupil část lesů.
Roku 1862 byl zahájen provoz na železniční trati na pravém břehu řeky, 1. května 1902 pak na ní byla zřízena zastávka Srbsko a roku 1907 byla trať zdvojkolejněna. Na zastávce se nacházejí dvě historické budovy, zděné přístřešky, z doby zahájení provozu. Správa železniční dopravní cesty  chtěla obě historické budovy, ale podařilo se prosadit rekonstrukci jedné z nich, která slouží jako otevřený přístřešek pro cestující.
Roku 1900 byla zahájena výstavba silnice vedoucí po levém břehu Berounky do Karlštejna (dnes část silnice II/116). Přes řeku vedl odpradávna brod, později přívoz. V únoru 1958 byl postaven pontonový most, který však po týdnu musel být kvůli velké vodě odstraněn; poté byl znovu postaven při cvičení ženistů. V roce 1960 byla vybudována první lávka pro pěší, tu strhla povodeň v červenci 1981. Ještě v roce 1981 byla vybudovaná nová lávka, s dřevěným povrchem, umožňující i průjezd automobilů. Byla stržena povodní v srpnu 2002. V dubnu 2003 byla otevřena nová lávka, s asfaltovým povrchem. Lávka je přístupná vozidlům do 5 tun hmotnosti. V pondělí 18. dubna 2011 od 6 do 18 hodin a v sobotu 7. května 2011 od 8 do 20 hodin bylo na lávce provedeno sčítání provozu. Za sčítací období všedního dne zde bylo nasčítáno 577 automobilů, 398 chodců a 84 cyklistů (v hodinovém průměru 48 automobilů, 33 chodců a 7 cyklistů). Při sobotním sčítání bylo zjištěno 1031 automobilů, 2110 chodců, 362 cyklistů a 115 psů, tj. za hodinu v průměru 86 automobilů, 176 chodců, 30 cyklistů a 10 psů.
Přívoz byl údajně v provozu až do roku 1986.) Podle mapy.cz po lávce vede silnice III/11614. Podle oficiální evidence ovšem silnice III/11614 dodnes (stav v prosinci 2022) vede k již neexistujícímu přívozu (na levém břehu z návsi U Lípy ulicí K Přívozu do místa, kde nájezd na přívoz je dosud zřetelný, na pravém břehu úsek evidovaný jako silnice již ani jako silnice nevypadá a přístaviště přívozu bylo zlikvidováno); lávka je obecní a vede po ní místní komunikace.
Od druhé poloviny 19. století zde byly zřizovány vápencové lomy. První otevřela roku 1882 firma J. Tomášek na pravém břehu Berounky, další dva koupila roku 1908 Pražská železářská společnost. Firma C. T. Petzold a spol. koupila od obce Srbsko roku 1916 další skalní parcely a roku 1923 zahájila rozvoj svých závodů. Roku 1920 společnost Spojené pražské továrny na staviva otevřela vápencový lom na Chlumu. V roce 1919 u Srbska v Kodě vznikla proslulá trampská osada Údolí děsu. V letech 1938–1939 byla obec elektrifikována.
V obci byly v roce 1932 evidovány tyto živnosti a obchody: výroba cementového zboží, obchod s cukrovinkami, 4 hostince, kapelník, konsum Včela, kovář, 3 lomy, palivo, pekař, 7 rolníků, 2 řezníci, 4 obchody se smíšeným zbožím, Spořitelní a záložní spolek pro Srbsko, továrna na staviva, trafika, 2 zedničtí mistři.
Od července 2011 do srpna 2012 uskutečnila obec na svém webu anketu, zda si obyvatelé přejí pojmenování ulic. Mírná většina hlasující se vyjádřila pro pojmenování (82 a 51 proti ze 133 hlasujcících). V čísle 1/2013 Srbeckého občasníku byla na titulní stránce zveřejněna výzva „Milí Srbečáci, pojďme si pojmenovat svoji ulici.“ Pojmenování bylo zdůvodněno nárůstem počtu obyvatel i domů, blouděním pracovníků společností jako ČEZ neb RWE, ale i proběhlou anketou. V roce 2013 měl být dán prostor návrhům občanů, v roce 2014 pak měl být vybrána názvoslovná komise, která by návrhy posoudila, ucelila a předložila zastupitelstvu se svými vyjádřeními a návrhy. Zároveň do 31. srpna 2013 sbírala obec i návrhy, co všechno chtějí lidé ve svých ulicích změnit, například osvětlení, lavičky, stromy, dopravní značení aj., z čehož obec chtěla vytvářet koncepci rozvoje ulic. Mapa nově pojmenovaných ulic byla na webu obce zveřejněna 17. dubna 2014. Ke konci roku 2022 je v obci evidováno 30 názvů, z toho jeden přísluší návsi, ostatní mají formu názvů ulic, buď adjektivní (6 názvů: Borová, Zahradní, Sokolská, Kovářská, Lomená, Svatojanská), nebo s předložkovou vazbou (1× do, 7× k nebo ke, 3× na s 6. pádem a 1× se 4. pádem, 1× nad se 7. pádem, 2× pod se 7. pádem, 2× u, 2× v a 1× za, tj. 9 názvů udávajících směr a 11 názvů udávajících lokaci) nebo prostý pomístní název (Sahara, Hrašov, Kozel). Pro názvy s předložkami byl použit nový školní pravopis s velkými písmeny v obecných slovech za předložkou. Pro názvy jsou použity výhradně místní názvy, žádná z ulic není pojmenována po osobnosti, s výjimkou názvů typu Svatojanská a U Petzolda a možná Ke Kulišovně, kde je na osobnosti odkazováno nepřímo. Název Srbecké lávky oficiálně do RÚIAN zapsán nebyl. 

### Územněsprávní začlenění
Dějiny územněsprávního začleňování zahrnují období od roku 1850 do současnosti. V chronologickém přehledu je uvedena územně administrativní příslušnost obce v roce, kdy ke změně došlo:
- 1850 země česká, kraj Praha, politický okres Smíchov, soudní okres Beroun[15]
- 1855 země česká, kraj Praha, soudní okres Beroun
- 1868 země česká, politický okres Hořovice, soudní okres Beroun
- 1936 země česká, politický i soudní okres Beroun[16]
- 1939 země česká, Oberlandrat Kolín, politický i soudní okres Beroun[17]
- 1942 země česká, Oberlandrat Praha, politický i soudní okres Beroun[18]
- 1945 země česká, správní i soudní okres Beroun[19]
- 1949 Pražský kraj, okres Beroun[20]
- 1960 Středočeský kraj, okres Beroun
- 2003 Středočeský kraj, okres Beroun, obec s rozšířenou působností Beroun

### Vesnice a území obce
Vesnice Srbsko se nachází převážně na levém a zčásti i na pravém břehu řeky Berounky a podél Bubovického potoka, který se do Berounky vlévá zleva. Berounka zde vytváří hluboké údolí ostře zaříznuté do zdejších prvohorních vápenců. Přes řeku vede lávka pro pěší a osobní automobily, spojuje centrum obce, ležící na levém břehu řeky, s železniční zastávkou Srbsko, jenž se nachází na pravém břehu na železniční trati Praha–Beroun. Na levém břehu řeky zahrnuje katastrální území obce kopec Doutnáč (433 m n. m.) po pravé straně Bubovického potoka, jižně od silnice Bubovice – Hostim.
Na levém břehu Berounky území obce sousedí s katastrálním územím Hostim u Berouna, které je částí města Berouna, s obcí Bubovice a s městysem Karlštejn. Na pravém břehu území obce sousedí s obcemi Tetín a Korno a s katastrálním územím Poučník v obci Karlštejn.

## Přírodní poměry
V katastrálním území Srbsko u Karlštejna leží část rozsáhlé národní přírodní rezervace Karlštejn. Do západní části správního území zasahuje také malá část národní přírodní rezervace Koda.

## Skály, jeskyně, těžba vápence
V okolí Srbska se nachází mnoho vápencových jeskyní, největší je Ementál (1880 metrů dlouhá), z dalších např. Barrandova jeskyně (120 metrů dlouhá, 45 m hluboká). Místní jeskyně byly využívány člověkem již ve starší době kamenné. Mezi Berounem a Srbskem se také nalézají opuštěné vápencové lomy s několika podzemními štolami. Zdejší romantické skalnaté prostředí několikrát dobře posloužilo při natáčení několika filmů (například Zlatokopové z Arkansasu).

## Horolezectví
Nedaleko obce se nachází tradiční horolezecká oblast, díky dobré dopravní dostupnosti hojně navštěvovaná lezci z Prahy.
Vápencové skály v údolí Berounky mezi Berounem a Karlštejnem jsou rozčleněny do dvou desítek horolezecky popsaných sektorů. Stěny jsou většinou obráceny k jihu. Mezi nejznámější lokality patří lom Alkazar poblíž ústí Kačáku, jehož nejspodnější etáž pod Levým amfiteátrem je od roku 2011 lezeckým parkem.

## Doprava

### Dopravní síť
- Pozemní komunikace – Obcí prochází silnice II/116 Mníšek pod Brdy – Řevnice – Karlštejn – Srbsko – Beroun.
- Železnice – Obcí vede železniční trať 171 Praha – Beroun. Je to dvoukolejná elektrizovaná celostátní trať, součást 3. železničního koridoru, doprava na ní byla zahájena roku 1862.

### Veřejná doprava v roce 2011
- Železniční doprava – Po trati 171 vedla linka S7 (Úvaly – Praha – Beroun) v rámci pražského systému Esko. Tratí 171 projíždělo železniční zastávkou Srbsko v pracovních dnech 28 párů osobních vlaků, o víkendu 27 párů osobních vlaků.